# Boha

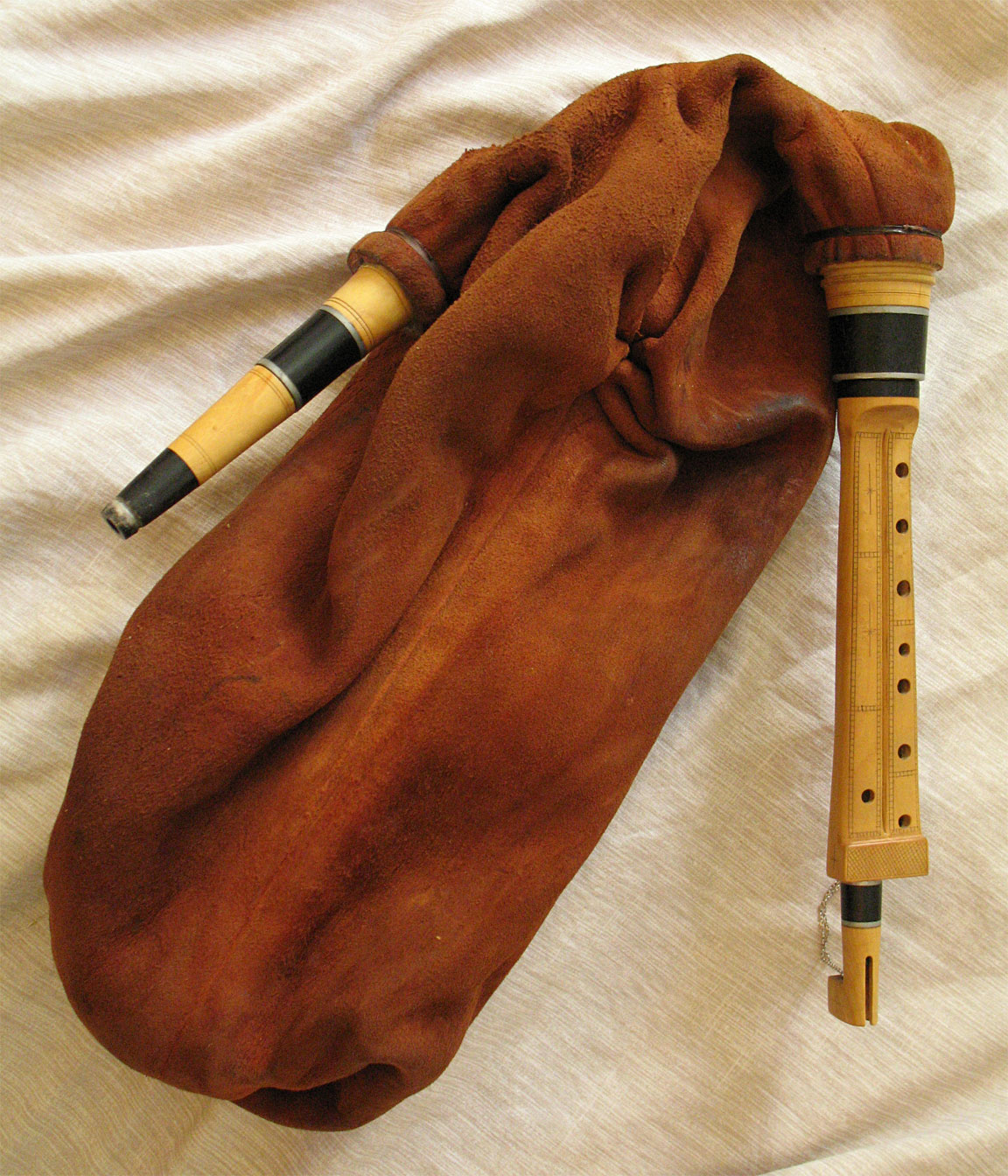
Boha in G (2003)

Boha, auch landesische Sackpfeife, ist eine Sackpfeife, die in der Musik der Region Landes im Südwesten Frankreichs verwendet wird. Die boha ist ein für Westeuropa ungewöhnlicher Sackpfeifentyp, der zwei engparallele zylindrische Pfeifen mit Einfachrohrblättern besitzt. Melodierohr und Bordunrohr sind zu einer Doppelpfeife (pilhet) verbunden. Dieser Typ entspricht in Mittel- und Osteuropa der „ungarischen Sackpfeife“, die duda genannt wird.
Der Name boha stammt vom Verb bohar, das auf Gascognisch „atmen“ bedeutet. Die Spieler der landesischen Sackpfeife werden bohaires genannt.

## Herkunft
Die boha war seit dem 19. Jahrhundert im Bereich der Départements Landes, Gironde und Lot-et-Garonne weit verbreitet. Félix Arnaudin zeichnete viele Zeugnisse von Spielern der landesischen Sackpfeife auf und widmete ihr einen Abschnitt im ersten Band seines Werkes Des chants populaires de la Grande Lande (1912). Zu Anfang des 20. Jahrhunderts geriet die boha mehr und mehr in Vergessenheit. In den 1920er Jahren gab es noch etwa 30 Spieler. Justin („Jeanty“) Benquet, geboren in Pindères, wird als einer der letzten bohaires angesehen. Er starb 1957. In den 1970er Jahren entdeckten Instrumentenmacher die Sackpfeifen neu und begannen, sie wieder zu bauen. Die 1993 gegründete Vereinigung Bohaires de Gasconha hat sich zum Ziel gesetzt, dieses Instrument und die damit verbundene Kultur wieder zu beleben. Heute gibt es über 200 Spieler der boha.

## Bauform
Die boha besteht aus vier wesentlichen Teilen: Der Sack ist im Allgemeinen aus Ziegen- oder Lammleder. Das Anblasrohr hat meistens ein Ventil, um zu verhindern, dass die Luft wieder entweicht (es gibt auch andere Systeme, bzw. sie werden erprobt). Der pilhet (doppeltes Rohr) besteht aus zwei Rohren, einem Melodie- und einem Bordunrohr. Das Melodierohr hat sieben oder acht Bohrungen; das Bordunrohr hat eine Bohrung und wird durch den brunider verlängert. Der brunider ist ein Holzstück, welches das Bordunrohr verlängert, und das hereingeschoben oder herausgezogen werden kann, um den Bordunton zu verändern.
Das Modell auf dem Foto ist eine Rekonstruktion, die einige übliche Erweiterungen hat (Anzahl der Grifflöcher, Tonart, Bordune usw.). Diese erlauben es, ein erweitertes Repertoire zu spielen. Die ursprünglichen boha, die für das traditionelle Repertoire verwendet werden, haben nur fünf Grifflöcher auf der Oberseite des pilhet und ein Loch auf der Rückseite. Auch das Aussehen insgesamt unterscheidet sich deutlich.

## Spielweise
Die boha gehört zur Tanzkultur und zur Begleitung von Tänzen wie dem Rondeau, der Mazurka, der Polka, dem Walzer, dem Schottisch.
Die boha ist unter den Sackpfeifen außergewöhnlich. Während sie ursprünglich ein einfaches Blatt aus Rohr hatte, erzeugen die Kunststoffzungen, die stattdessen seit kurzem verwendet werden, einen Klang der ziemlich anders ist als die ursprüngliche Klangfarbe. Sie haben aber den Vorteil, dass sie auf die Dauer sehr stabil sind.
Doch die eigentliche Besonderheit ergibt sich aus dem Bordun. Zunächst kann er verändert werden, indem der Stopfen im Bourdun verschlossen oder geöffnet wird. Beispielsweise klingt bei einem pilhet in G der Bordun ebenfalls in G, wenn das Griffloch offen ist, und in D, wenn es geschlossen ist. Dadurch kann ein Rhythmus erzeugt werden, um etwa den Tanz zu begleiten.
Wenn man nun den brunider abnimmt, erklingt bei geschlossenem Griffloch des Borduns nicht mehr D, sondern F (immer vorausgesetzt, der pilhet steht in G). Daher wird der brunider abgenommen, um Stücke in Moll zu spielen (zum Beispiel a-Moll). Eine Sackpfeife mit ähnlich variablem Bordunsystem ist die ungarische Sackpfeife duda.